# Senefelderopsis croizatii
Senefelderopsis croizatii là một loài thực vật có hoa trong họ Đại kích. Loài này được Steyerm. miêu tả khoa học đầu tiên năm 1951.